# Ilex limii
Ilex limii är en järneksväxtart som beskrevs av Chang Jiang Tseng. Ilex limii ingår i släktet järnekar, och familjen järneksväxter. Inga underarter finns listade i Catalogue of Life.